# Cuxhaven
Cuxhaven (pronunciación en alemán: /kʊksˈhaːfn̩/ⓘ) es un municipio y capital del distrito de Cuxhaven en Baja Sajonia, al norte de Alemania. Está situado en la orilla del mar del Norte, en la boca del río Elba. Cuxhaven tiene 161,91 km² y un tamaño de 14 km (este-oeste) por 7 km (norte-sur). Es un centro vacacional popular en el mar del Norte y hogar de aproximadamente 52.000 residentes.
Cuxhaven es sede de un importante muelle de pesca y punto de registro de barcos para Hamburgo así como también para el canal de Kiel. El turismo es también de gran importancia. La ciudad durante mucho tiempo perteneció a Hamburgo. La isla de Neuwerk, una dependencia de Hamburgo, está situada justo al noroeste de Cuxhaven en el mar del Norte. El símbolo de la ciudad es un faro; la señal de madera en la boca del Elba marca el límite entre el río y el mar del Norte, además de adornar el escudo de armas de la ciudad

## Historia

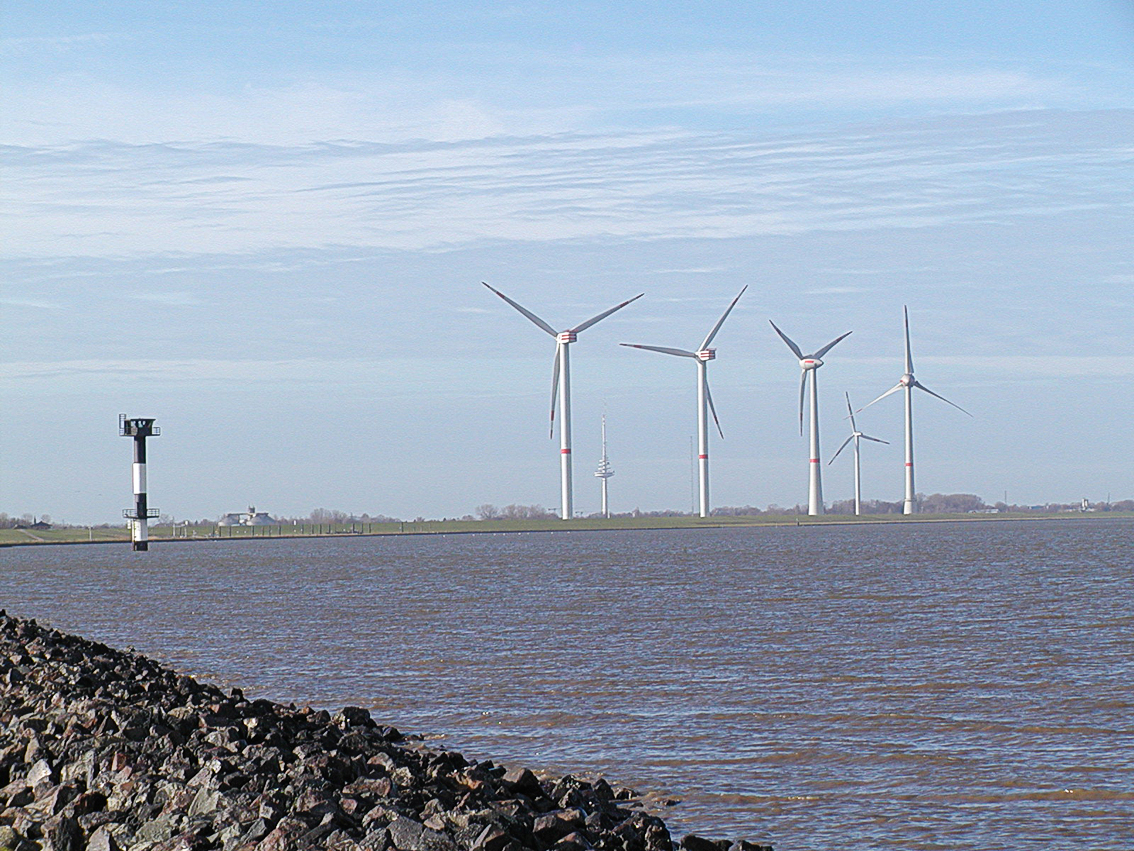
Parque eólico de Enercon en Cuxhaven.

Cuxhaven es relativamente joven: se convirtió en una ciudad el 15 de marzo de 1907. Por más de 30 años hasta 1937 Cuxhaven perteneció a Hamburgo.

## Rol de Cuxhaven en el estudio y uso de los cohetes en Alemania
Entre 1945 y 1964 varios experimentos con cohetes fueron hechos cerca de Cuxhaven. El 2, 4, y 14 de octubre de 1945, un cohete de tipo A4 (también conocido como cohete V2) fue lanzado en un sitio entre Arensch y Sahlenburg para mostrar el cohete V2 a los militares Aliados. Esta acción fue llamada Operación Backfire.
De 1957 a 1964 en el área de algodón en rama de Cuxhaven, la Sociedad Alemana de Cohetes e.V. (más tarde llamada Sociedad Hermann Oberth e.V.), Ernst Mohr, y la compañía de desarrollo e investigación Berthold-Seliger mbH lanzó aproximadamente 500 cohetes. El más pequeño de esos cohetes fue utilizado para el rescate marítimo, mientras que los más grandes eran cohetes de investigación. Los cohetes más remarcables lanzados en ese momento en la marisma fueron los cohetes de Ernst Mohr (altitud máxima: 50 kilómetros, peso de despegue: 150 kg), el Kumulus y el Cirrus de la sociedad Hermann-Oberth, y los cohetes de la compañía de desarrollo e investigación Berthold Seliger. Esta última lanzó un cohete de tres etapas que alcanzó una altura de 120 kilómetros por primera vez el 2 de mayo de 1963 en la marisma de Cuxhaven. Este fue el único cohete desarrollado en la Alemania posguerra que alcanzó el espacio.
El 5 de diciembre de 1963 la compañía de desarrollo e investigación Berthold Seliger mbH dio una demostración de sus misiles a representantes de estados que no pertenecían a la OTAN. Aunque los cohetes demostrados no tenían utilidad militar directa, esta acción abasteció la desconfianza de las autoridades alemanas.
Después de un accidente fatal en una demostración de cohetes dada por Gerhard Zucker en Braunlage el 7 de mayo de 1964, las autoridades detuvieron las demostraciones con una orden provisional en junio de 1964, a pesar de que ni la sociedad de desarrollo e investigación Berthold-Seliger mbH ni la sociedad Hermann Oberth e.V. cooperaron con Gerhard Zucker en ningún aspecto.

## Otra información

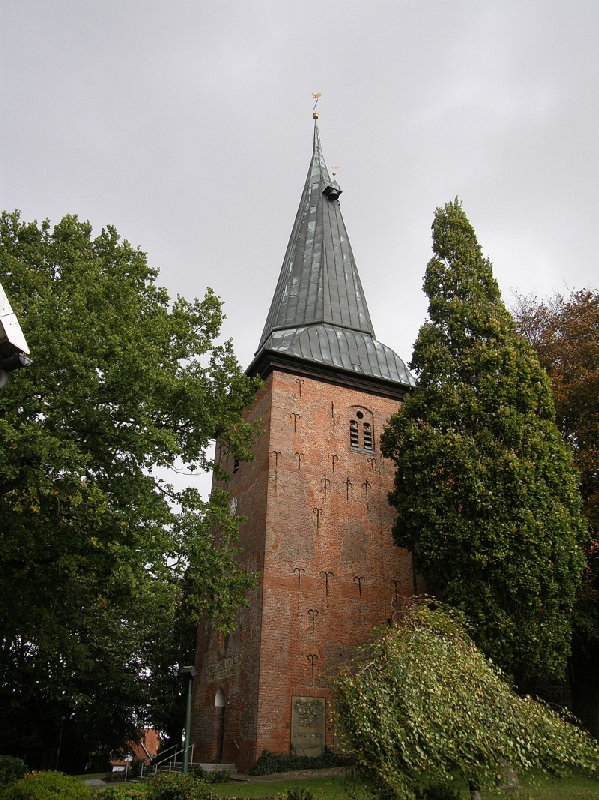
Iglesia de St. Jacobi

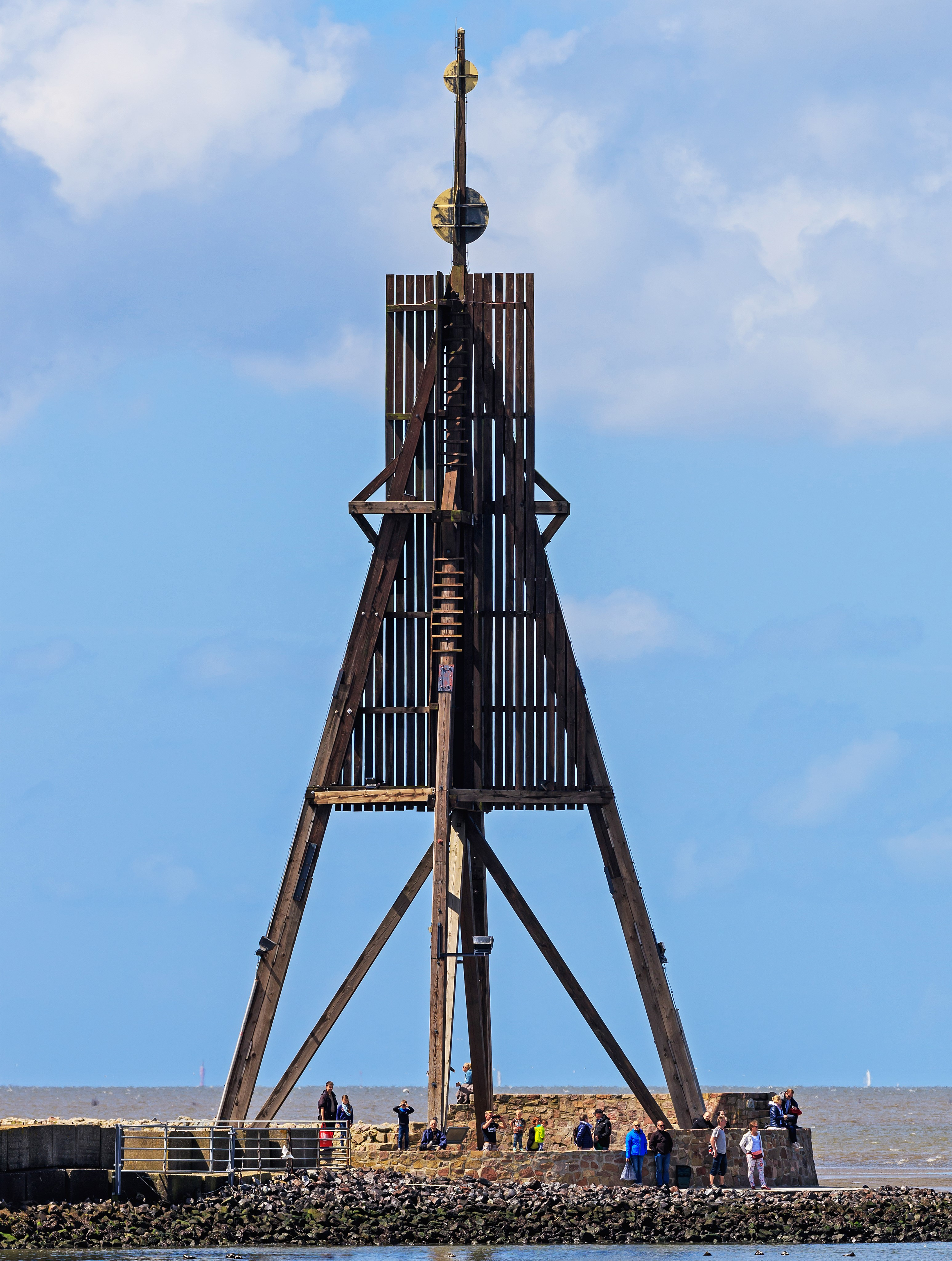
Faro Kugelbake

A unos pocos kilómetros de la costa de Cuxhaven está la isla de Neuwerk. En marea baja el agua se aleja tanto de la costa que la isla puede ser alcanzada por un coche de caballos o a pie (Wattwanderung).
Destaca también por su gran historia el castillo Schloss Ritzebüttel y el faro Kugelbake como símbolo inequívoco de la ciudad.
Un hito moderno de Cuxhaven es la Torre Friedrich-Clemens-Gerke, una torre de telecomunicaciones hecha de hormigón armado, que no es accesible al público.
El submarino U 1407, fue levantado de donde había barrenado en Cuxhaven después de la Segunda Guerra Mundial y fue reconstruido por los británicos, siendo enviado como HMS Meteorite. Fue el catalizador para una serie de submarinos de propulsión anaeróbica hechos en Alemania como el submarino Tipo 212 y el submarino Tipo 214.

## Ciudades hermanadas
- Piła - Polonia, desde el 1996
- Villanueva de Arosa, Galicia - España, desde el 2001
- Ílhavo - Portugal, desde el 2002
- Murmansk - Rusia, desde el 2004